# Tondiraba jäähall
Ledová hala Tondiraba (estonsky: Tondiraba jäähall), známá také jako Tallinn Arena, je multifunkční vnitřní aréna v Tallinnu v Estonsku. Byla otevřena 1. srpna 2014 a je ve vlastnictví města Tallinn. Má současnou kapacitu 7 700 diváků. Může hostit mimo jiné basketbalové zápasy, hokejové zápasy, curling a koncerty.